# 久下田駅
久下田駅（くげたえき）は、栃木県真岡市久下田にある真岡鐵道真岡線の駅。

## 歴史
- 1912年（明治45年）4月1日：官設鉄道の駅として開業[1][2]。
- 1980年（昭和55年）
  - 2月20日：貨物取扱廃止[1][2]。
  - 2月25日：業務委託化[1]。
- 1984年（昭和59年）2月1日：荷物扱い廃止[2]。
- 1987年（昭和62年）4月1日：国鉄分割民営化により、 東日本旅客鉄道（JR東日本）の駅となる[2]。
- 1988年（昭和63年）4月11日：真岡鐵道に転換[1][2]。
- 1990年（平成2年）3月10日：交換設備設置（復活）[1][3]。
- 1996年（平成8年）3月27日：駅舎改築完成。
- 2012年（平成24年）4月2日：委託解除、無人化。

## 駅構造
相対式ホーム2面2線を有する地上駅。2009年真岡市に編入された旧二宮町の中心地に近く、旧駅舎は二宮町の多目的ホールを兼ねていた。跨線橋はなく、ホーム間の移動は構内踏切を利用する。2012年4月2日より無人化され、当駅より乗車する際は車内精算となる。
国鉄時代、1線で列車交換しなかったころ、駅舎から遠いほうの線のところに、電力研修のための架線が設置されていた（交換工事のとき撤去）。

## 利用状況
近年の一日平均乗車人員の推移は下記のとおり。
| 乗車人員推移 | 乗車人員推移    |
| 年度         | 1日平均乗車人員 |
| ------------ | --------------- |
| 2007         | 150             |
| 2008         | 159             |
| 2009         | 141             |
| 2010         | 119             |
| 2011         | 124             |
| 2012         | 121             |
| 2013         | 126             |
| 2014         | 119             |
| 2015         | 125             |
| 2016         | 120             |
| 2017         | 111             |
| 2018         | 118             |
| 2019         | 112             |

## 駅周辺
駅のすぐ東が茨城県筑西市との県境になっているが、筑西市側への駅出入口は設けられていない。筑西市側へ出るには遠回りする必要がある。駅の周りに桜の木が植えられており、春には多くのカメラマンが訪れる。
- 久下田郵便局
- 真岡市立久下田小学校
- 久下田（上館）城
- 国道294号
- 道の駅にのみや
- 真岡市役所二宮コミュニティセンター（旧・二宮町役場）
  - 真岡市立二宮図書館

## 隣の駅
真岡鐵道
■真岡線
- 「SLもおか」停車駅

下り 6103列車（「SLもおか」運転日のみ）
折本駅 → 久下田駅 → 真岡駅
普通
ひぐち駅 - 久下田駅 - 寺内駅